# 박형수 (배우)
박형수(1980년 12월 3일 ~ )는 대한민국의 배우이다.

## 학력
- 서울예술대학 연극과

## 출연 작품

### 영화
- 《하이파이브》 (2025년) - 조상만 역
- 《드림》 (2023년) - 김 대표 역
- 《교섭》 (2023년) - 박 전략 역
- 《공조2 : 인터내셔날》 (2022년) - 양복쟁이 역
- 《킹메이커》 (2021년) - 정현 역
- 《장르만 로맨스》 (2021년) - 승민 역
- 《콜》 (2020년) - 스마트폰 습득남 목소리 (특별출연)
- 《다음 스텝의 계절》 (2020년,단편) - 직장상사 역 (우정출연)
- 《해치지않아》 (2020년) - 송배 변호사 역
- 《출국심사》 (2019년, 단편) - 형수 역 (특별출연)
- 《나쁜 녀석들: 더 무비》 (2019년) - 박성태 역
- 《뺑반》 (2019년) - 최경준 역
- 《스윙키즈》 (2018년) - 통역 역
- 《협상》 (2018년) - 국정원 협상요원 2 역
- 《인랑》 (2018년) - 이발사 역
- 《반드시 잡는다》 (2017년) - 배두식 역
- 《침묵》 (2017년) - 택시기사 역
- 《임금님의 사건수첩》 (2017년) - 사관 1 역
- 《원라인》 (2017년) - 한서기관 역
- 《보통사람》 (2017년) - 요원 1 역
- 《공조》 (2017년) - 국정원 간부 역[3]
- 《서울캠프1986》 (2015) - 깡팽3 역
- 《누구의 아이가 울고있나》 (2015년,단편) - 형사 역
- 《몸값》 (2015년,단편) - 남자 역
- 《지금 당장 보건증이 필요해!》 (2014년,단편) - 주차장남자 역
- 《지금 당장 유학을 가야해!》 (2014년,단편) - 세탁아저씨 역
- 《무림》 (2014년,단편) - 삿갓 역
- 《찌라시: 위험한 소문》 (2014년) - 정보회의선수 역
- 《집으로 가는 길》 (2013년) - 서울지검 수사관 1 역
- 《용의자X》 (2012년) - 수사팀 1 역

### 드라마
- 《에스콰이어 : 변호사를 꿈꾸는 변호사들》 (2025년, JTBC) - 홍도윤 역
- 《서초동》 (2025년, tvN) - 나경민 역
- 《협상의 기술》 (2025년, JTBC) - 강상배 역
- 《멱살 한번 잡힙시다》 (2024년, KBS2) - 노지호 역
- 《사랑의 이해》 (2022년, JTBC) - 이구일 역
- 《해피니스》 (2021년, tvN) - 국해성 역
- 《악마판사》 (2021년, tvN) - 고인국 역
- 《아만자》 (2020년, kakaotv) - 최형주 역
- 《슬기로운 의사생활》 (2020년, tvN) - 편 변호사 역 (특별출연)
- 《사랑의 불시착》 (2019년, tvN) - 윤세형 역
- 《멜로가 체질》 (2019년, JTBC) - 소정민 역
- 《아스달 연대기》 (2019년, tvN) - 길선 역
- 《옥란면옥》 (2018년, KBS2) - 봉수 역
- 《슬기로운 감빵생활》 (2017년, tvN) - 나형수 역

### 뮤지컬
- 《락시터》 (2010년) - 멀티남 역
- 《빨래》 (2009년) - 빵아들외 역
- 《지하철 1호선》(2008년)

### 연극
- 《코미디 넘버원》 (2012년) - 기남 역
- 《기막힌 스캔들》 (2011년) - 우진 역
- 《옥탑방고양이》 (2011년) - 뭉치,멀티남 역

### 뮤직비디오
- 이승환 - 10억 광년의 신호 (2016년)[4]